# ノトランスカ地方

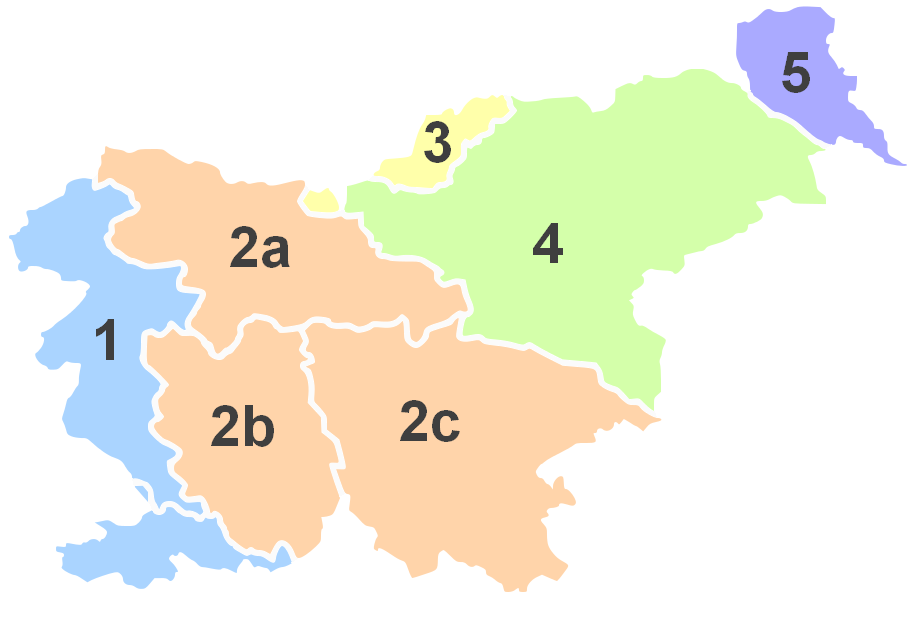
2bがノトランスカ地方（赤色）

ノトランスカ地方（スロベニア語: Notranjska、英語: Inner Carniola）は、スロベニアの伝統的な地方の一つであり、行政単位としての意味は持たない。歴史的には、ハプスブルク家の領有するカルニオラ公国の一部だった。
「ノトランスカ」とは「内部地方」を意味するスロベニア語であり、カルニオラ公国時代の地方名に由来する。
この地方の伝統的な中心部はポストイナであり、他の主な都市はイドリヤ、ロガテツ、ツェルクニツァ、イリルスカ・ビストリツァそしてピフカである。